# 中信环境技术
中信环境技术有限公司（简称“中信环境技术”），前身为新加坡联合环境技术有限公司，是中国中信集团旗下以环保设施投资、建设和运营为主营业务的跨国企业，总部位于新加坡科学园，中国总部位于广州市天河区车陂路黄洲工业区。

## 历史
1996年，林玉程（前主席及總裁）和吳清華設立聯合環境技術有限公司，主要在中國內地提供环境方案工程和废水处理。在2004年4月22日曾於新加坡交易所主板上市（當時代碼：U19），招股價為0.47坡元，發行股份為63,800,000股，集資額為30,000,000坡元。而臺灣方面，則在2010年10月22日於臺灣證券交易所以臺灣存託憑證上市。根據資料，發行招股價為15.65元新台幣，發行股份為32,000,000股，集資額為500,000,000元新台幣，當時代碼為911610。
2013年12月，該公司因為在外流通單位數低於1000萬，在2014年1月28日於臺灣證券交易所下市。
2014年11月，香港上市公司中國中信股份有限公司和美國科尔伯格－克拉维斯－罗伯茨计划斥资12亿新加坡元（9.3亿美元），收購該公司55%股權（5000萬股）。2015年4月16日，中信股份和牽頭財團收購股份要約結束，完成後更名「中信環境投資集團有限公司」。

## 外部連結
- UnitedEnvirotech.com （页面存档备份，存于）